# Jesús de Cos Pinto
Jesús de Cos Pinto (Barcelona, 1957) és un guionista de còmic català adscrit a la malmesa tercera generació o generació del 70 de l'Escola Bruguera, juntament a autors com Esegé, els germans Fresno, Joan March o Rovira.
Jesús de Cos va començar a treballar en Bruguera en 1976, després de presentar-se a la seva seu com a resposta a una oferta laboral publicada en La Vanguardia. Va escriure guions per a les sèries Pepe Gotera y Otilio, El botones Sacarino i sobretot Mortadel·lo i Filemó, totes creades per Francisco Ibáñez. Els seus guions s'utilitzaven a historietes dibuixades per artistes contractats per l'editorial sense consentiment del creador. També va col·laborar amb Esegé en Neronius, Enrich en Leoncio, Jiaser en Pepe Trola o Iñigo en Trotamundo i en 1982 es va incorporar a la Redacció de l'editorial. Amb Miguel va crear les seves sèries més personals (Los desahuciados, Fernández) fins que amb el tancament de Bruguera, va passar a ser editor a Ediciones B.